# Jammin' with Gene
Jammin' with Gene è un album di Gene Ammons, pubblicato dalla Prestige Records nel 1956. I brani furono registrati il 13 luglio 1956 al Van Gelder Studio di Hackensack, New Jersey (Stati Uniti).

## Tracce
Lato A
1. Not Really the Blues – 16:06 (Johnny Mandel)
2. Jammin' with Gene – 14:15 (Gene Ammons)

Lato B
1. We'll Be Together Again – 10:00 (Carl Fischer, Frankie Laine)

Edizione CD del 2014, pubblicato dalla Prestige Records UCCO-5260
1. Jammin' with Gene – 14:15 (Gene Ammons)
2. We'll Be Together Again – 10:00 (Carl Fischer, Frankie Lane)
3. Not Really the Blues – 16:06 (Johnny Mandel)

## Musicisti
- Gene Ammons - sassofono tenore
- Jackie McLean - sassofono alto
- Art Farmer - tromba
- Donald Byrd - tromba
- Mal Waldron - pianoforte
- Doug Watkins - contrabbasso
- Art Taylor - batteria